# Nospelt
Nospelt (en luxemburgués: Nouspelt) és una vila de la comuna de Kehlen del districte de Luxemburg al cantó de Capellen. Està a uns 11,3 km de distància de la Ciutat de Luxemburg.